# Центр обновления Windows
Центр обновления Windows — услуга, предоставляемая Microsoft, которая обеспечивает обновления для операционных систем Microsoft Windows и его компонентов, включая Internet Explorer. Обновления предоставляются не только для операционной системы и Internet Explorer, но и также для другого программного обеспечения Microsoft, такого, как Microsoft Office, Windows Live, Microsoft Security Essentials и Microsoft Expression Studio.
Обновления для системы безопасности поставляются каждый второй вторник, но могут быть доставлены и в другое время, когда эти обновления критические и необходимы для избежания эпидемий вируса. Центр обновления Windows можно настроить для автоматической установки обновлений, это гарантирует, что компьютер всегда будет иметь последние обновления и не будет подвержен уязвимости компьютерных червей и других вредоносных программ.
В операционных системах Windows Vista, Windows Server 2008 и Windows 7 имеется пункт в панели управления для более тонкой настройки параметров обновления. В предыдущих версиях Microsoft Windows обновление можно было загрузить с веб-узла Windows Update с помощью Internet Explorer.

## История

### Обновление Windows через веб-сайт
Windows Update впервые появился в Windows 98 и был введен в качестве веб-сайта. Ссылка на Windows Update находилась в меню «Пуск» и давала доступ к загрузке дополнений для операционной системы. На момент выпуска Windows 98 Windows Update предлагал дополнительные темы для рабочего стола, игры, обновления драйверов устройств, и дополнительные компоненты, такие, как NetMeeting. Первоначальный акцент Windows Update был сделан на дополнениях и новых технологиях для Windows, позже через Windows Update стали поставляться исправления безопасности для Outlook Express, Internet Explorer и других приложений, а также стали доступны бета-версии программного обеспечения Microsoft. Microsoft объяснил успехи продажи Windows 98, в частности, присутствием Windows Update.

Веб-сайт Windows Update V4 в Windows ME

Windows Update требовал Internet Explorer или сторонний веб-браузер, который использует MSHTML. Эта необходимость связана с использованием элемента управления ActiveX. Хотя основные детали реализации изменялись от версии к версии, в целом принцип оставался тем же, происходило сканирование компьютера пользователя, чтобы узнать, какие компоненты устарели. Затем компонент ActiveX взаимодействует с Программой установки Windows для установки этих обновлений или компонентов, и сообщает об успешной установке или ошибке.
Первая версия веб-сайта Windows Update (обычно именуемая «V3») не требовала какой-либо персональной информации. Во время проверки обновлений на компьютер пользователя загружался весь список доступных программ и обновлений, который мог предложить Windows Update. По мере увеличения числа предлагаемых обновлений возрастал и список файлов, это приводило к проблемам производительности.
Windows Update V4 был выпущен в составе Windows XP в 2001 году, изменился принцип действия, используя элемент управления ActiveX, на серверы Microsoft отправлялся список уже установленных компонентов и драйверов, затем сервер отправлял ответ, предлагая обновления, которые доступны для этой машины.

### Инструмент уведомления о критических обновлениях
Вскоре после выпуска Windows 98 корпорация «Майкрософт» выпустила Critical Update Notification Tool (Инструмент уведомления о критических обновлениях). Этот инструмент устанавливался через веб-сайт Windows Update. Затем этот инструмент самостоятельно проверял веб-сайт Windows Update на наличие критических обновлений. По умолчанию проверка обновлений происходила каждые пять минут и каждый раз при запуске Internet Explorer, но пользователь мог настроить, чтобы проверка происходила в определённое время суток или в определённый день недели. Проверка происходила запросом с сайта файла «cucif.cab», который содержал список всех обновлений, выпущенных для операционной системы пользователя, затем этот список сравнивался со списком уже установленных обновлений на компьютере и отображалось сообщение о новых критических обновлениях (если они были обнаружены). После выполнения проверки выбранный пользователем график проверки сбрасывался и возвращался на значение по умолчанию (каждые 5 минут). Руководство корпорации «Майкрософт» заявило, что это было сделано в целях того, чтобы пользователь своевременно был уве́домлен о наличии новых критических обновлений.
Critical Update Notification Tool продолжал обновляться до конца 1999 года и в первой половине 2000.

### Автоматические обновления
Вместе с выпуском Windows ME в 2000 году корпорация «Майкрософт» представила автоматические обновления взамен Critical Update Notification Tool. В отличие от своего предшественника, клиент автоматического обновления сам загружал и устанавливал обновления без участия браузера. Теперь пользователь мог выбрать, как устанавливать обновления, либо сначала клиент обновлений самостоятельно загружал все доступные обновления, а затем пользователь выбирал, какие из них установить, либо пользователь мог выбрать изначально, какие обновления загружать. После установки Windows ME пользователю предлагалось настроить клиент обновлений.
Возможность обновления через веб-сайт осталась, но сайт был значительно изменён с учётом использования визуального стиля Windows XP.
В Windows XP и Windows 2000 Service Pack 3 имеется «Фоновая Интеллектуальная Служба Передачи», которая способна передавать файлы в фоновом режиме без взаимодействия с пользователем.

### Microsoft Update
В феврале 2005 года на конференции RSA Microsoft объявил о выпуске первой бета-версии Microsoft Update, функционально заменяющей Windows Update (которая обеспечивает загрузку обновлений для Windows) и также позволяющую обновлять другое программное обеспечение Microsoft. Выпуск состоялся в июне 2005 года, на тот момент поддерживалась загрузка обновлений для Microsoft Office 2003, Exchange 2003 и SQL Server 2000, работающих на Windows 2000, XP и Windows Server 2003. Спустя некоторое время список поддерживаемых продуктов расширился, в нём появились Защитник Windows, Visual Studio, Virtual Server и других серверных продуктов. Также дополнительно возможно было загрузить Silverlight.

### Обновления Office
Microsoft Office Update существовавший ранее бесплатный интернет-сервис, с помощью которого пользователь мог найти и установить обновления для нужных ему продуктов Office. Этот сервис поддерживал обновления для Office 2000, Office XP, Office 2003, и Office 2007. 1 августа 2009 года Microsoft отказался от этого сервиса. Теперь пользователи могли загрузить обновления для Office только через Microsoft Update. Однако Microsoft Update не поддерживает Office 2000, и пользователи с Office 2000 больше не имеют способа автоматического обнаружения и установки обновлений. Но это не столь важно для пользователей Office 2000, потому что в любом случае продукт больше не поддерживается и новые обновления не выпускаются. Но тем не менее это может вызвать ограничения для тех пользователей, которые хотят снова установить Office 2000.

### Windows Vista, Windows Server 2008, и Windows 7
В Windows Vista, Windows Server 2008 и Windows 7 больше невозможно использовать обновления через веб-сайт. Вместо этого теперь используются автоматические обновления, которые имеют более широкую функциональность. Поддержка Microsoft Update также встроена в систему, но по умолчанию отключена. Новый Windows Update так же может быть настроен на автоматическую загрузку и установку важных и рекомендуемых обновлений. В предыдущих версиях Windows такие обновления были доступны только через веб-сайт.
В предыдущих версиях Windows, если обновление требовало перезагрузку, то каждые несколько минут появлялось окно с требованием от пользователя перезагрузить компьютер. Это диалоговое окно было изменено и теперь в нём можно выбрать время (до 4 часов), через которое будет предложена перезагрузка вновь. Новое диалоговое окно отображается так же, как и другие приложения, а не всегда поверх их.

### Windows 8\8.1
В Windows 8\8.1 Центр обновления получил новую иконку, и помимо панели управления он появился в новой панели «Параметры»

### Windows 10
В Windows 10 центр обновления получил другой интерфейс и логотип. Также теперь обновления в любом случае загружаются автоматически.
Чтобы вручную скачать и установить нужные обновления, пользователь может воспользоваться каталогом обновлений Microsoft, введя в окне поиска номер обновления.

## Статистика
По состоянию на 2008 год, Windows Update имеет около 500 миллионов пользователей, поиск обновлений осуществляется около 350 миллионов раз в день, и обслуживается в среднем 1,5 млн одновременных соединений с клиентскими компьютерами. Во второй вторник месяца (в этот день Microsoft выпускает обновления системы безопасности Windows), скорость исходящего потока с сервера Windows Update может превышать 500 гигабит в секунду. Примерно 90 % всех пользователей автоматического обновления используют приложение Windows Update, а остальные 10 % получают обновления с помощью веб-сайта Windows Update.